# Le Pays d'Auge (société savante)
Le Pays d'Auge est une société savante fondée en 1950 à Lisieux dans le département du Calvados.

## Historique
Fondée en 1950, la société savante, Le Pays d'Auge, fut reconnue d'utilité publique en 1958. 

## Objectifs et actions de la société
L'association a pour objet de « faire connaître et apprécier le patrimoine moral, spirituel, artistique du Pays d’Auge ».
Elle publie depuis mai 1951 une revue régionale Le Pays d'Auge, consacrée comme son nom l'indique au pays d'Auge. La revue était tirée en 2000 à 1 000 exemplaires, diffusée par abonnement à 90 %.